# 帕氏金翅雀鯛
帕氏金翅雀鯛（學名：Chrysiptera pricei），又稱帕氏刻齒雀鯛，是輻鰭魚綱鱸形目雀鯛科金翅雀鯛屬的其中一種，分布於中西太平洋印尼海域，深度3至10公尺，本魚體呈橢圓形而側扁，背鰭硬棘12-13枚、背鰭軟條9-10枚、臀鰭硬棘2枚、臀鰭軟條10-12枚，體長可達5公分，棲息在珊瑚礁，以浮游生物為食，繁殖期成對出現，雄魚會守護魚卵至孵化，生活習性不明。